# Vímet

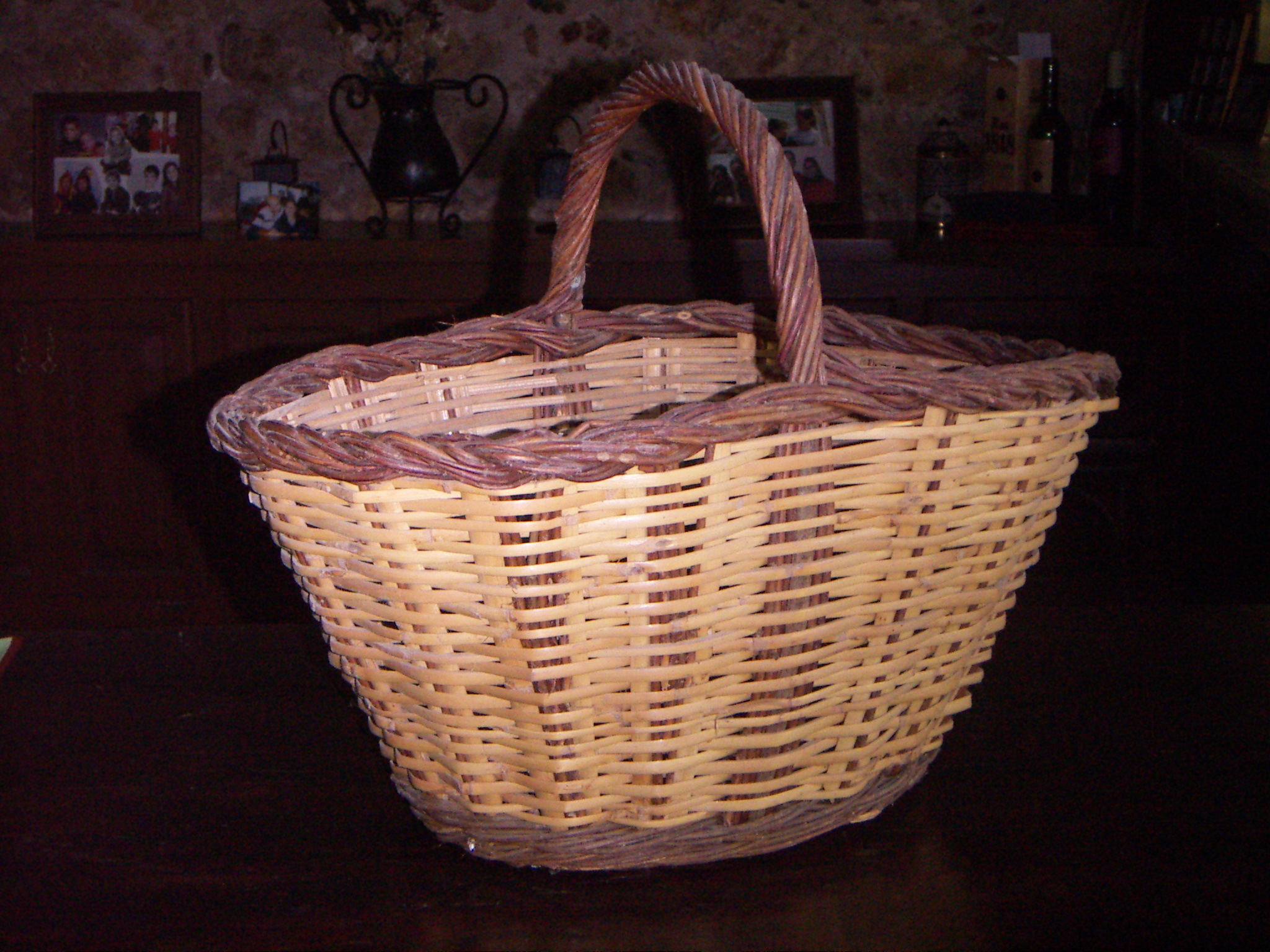
Típic cistell de vímet i canya partida.

El vímet, vime, vimen o vim (del llatí vimen) és la branca prima, llarga i flexible de la vimetera i d'altres espècies de salze. El vímet és un material utilitzat des de temps primitius, originalment oriünd de vares grans i flexibles de la vimetera i que va passar a designar qualsevol matèria primera d'origen vegetal de les mateixes característiques i que, trenat, va tenir diversos usos, principalment a la manufactura de cistells i mobles. Els materials utilitzats poden ser de qualsevol part de la planta, com les tiges de la planta (senceres, emprant tot el diàmetre) o seccions longitudinals. Altres materials populars en cistelleria inclouen la canya i el bambú.
Existeixen referències documentals del vímet en l'antic Egipte. Es diu que l'ús extensiu d'objectes de vímet en l'edat de ferro va tenir una influència en el desenvolupament dels patrons utilitzats a l'art Cèltic. La seva estètica ha estat molt influenciada pel Moviment d'Arts i Ofici del final del segle xx.
Sovint, un marc està fet de materials més ferms, després un material més flexible és utilitzat per omplir el marc. El vímet és lleuger però robust, d'aquesta manera és ideal i poc costós per mobles que seran moguts amb freqüència. Normalment és utilitzat en la fabricació de mobles de jardí.

## L'ofici de cisteller

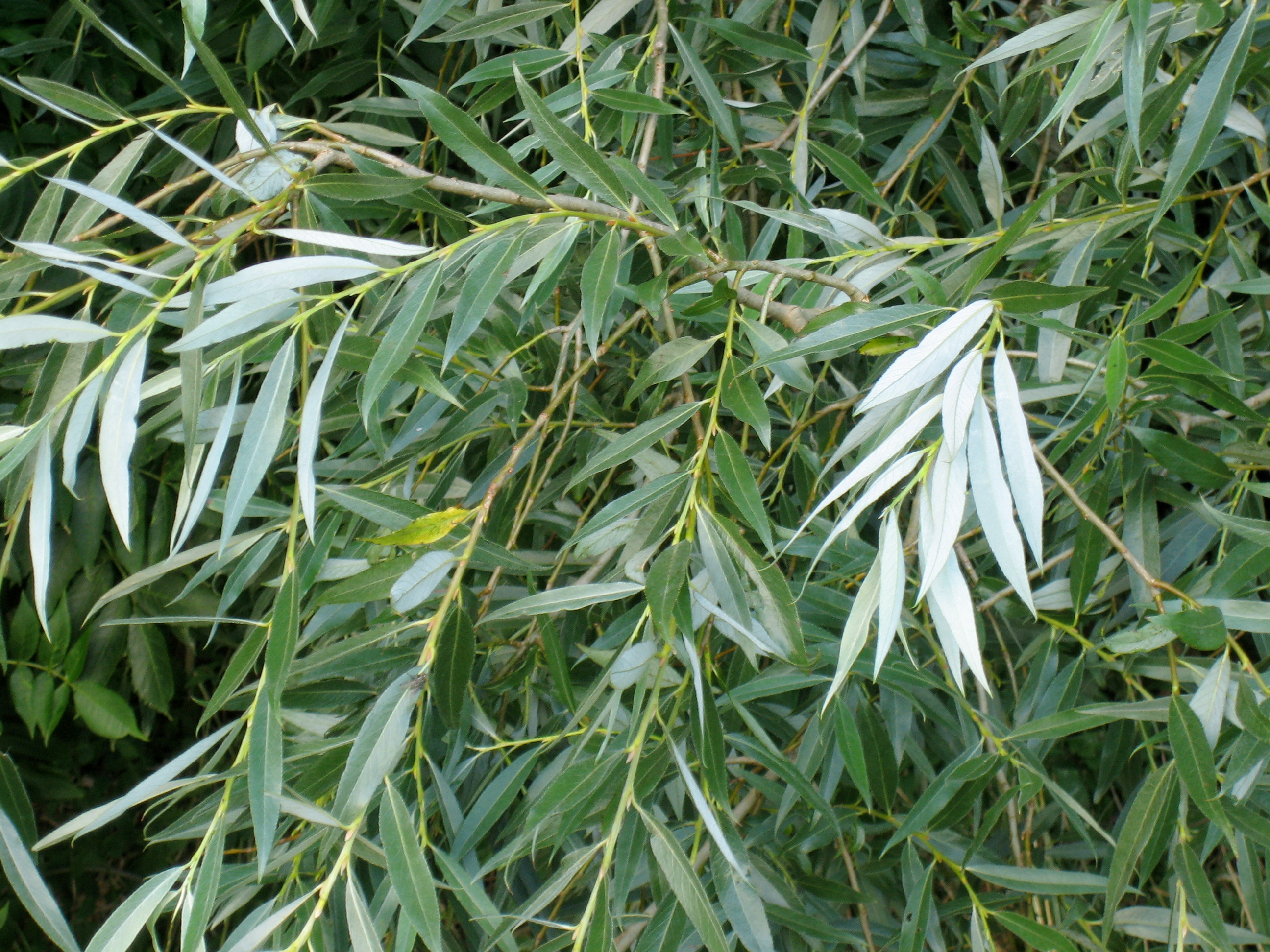
Fulles i branques de vimetera d'on extreuen els vímets.

El vímet es treballa gairebé des de sempre. Ja des de les primeres civilitzacions es parla de la presència d'aquest arbust, des d'Egipte fins a Roma arribant a l'edat mitjana en què el seu cultiu va començar a esdevenir sistemàtic. Va tenir molta importància a Europa, sobretot a principi del Segle XX, fins que nous materials van fer la seva aparició substituint al vímet als diferents recipients i altres elements del camp i de la llar.
L'ofici de cisteller sempre ha tingut gran importància, i a tots els pobles de ben segur els mateixos usuaris es fabricaven els mateixos cistells. És un art que passa de pares a fills, i és difícil trobar algú que en sàpiga i que et vulgui ensenyar.
El vímet són les branques d'un arbust que s'anomena vimetera, que creix a les riberes d'alguns rius de manera salvatge i és utilitzat en cistelleria i altres estris domèstics. Les seves branques són primes, llargues i flexibles, per tant, de fàcil manipulació. És molt important que la zona on creix s'esporgui i es netegi perquè torni a sortir, ja que la malesa dificulta el seu creixement.
Diuen que s'ha d'agafar en lluna minvant, perquè si no podria fer fillols o tinyar-se. La collita del salze s'ha de realitzar passada la primavera, quan més saba corre pels seus vasos i abans que se sequi sent verd s'ha de podar.